# Hofgiebing

Hofgiebing von Nordwesten

Der Kirchweiler Hofgiebing ist ein Gemeindeteil von Obertaufkirchen. Er liegt etwa in der Mitte zwischen Schwindegg, Schwindkirchen und Oberornau im Gattergebirge im oberen Rimbachtal.

## Geschichte

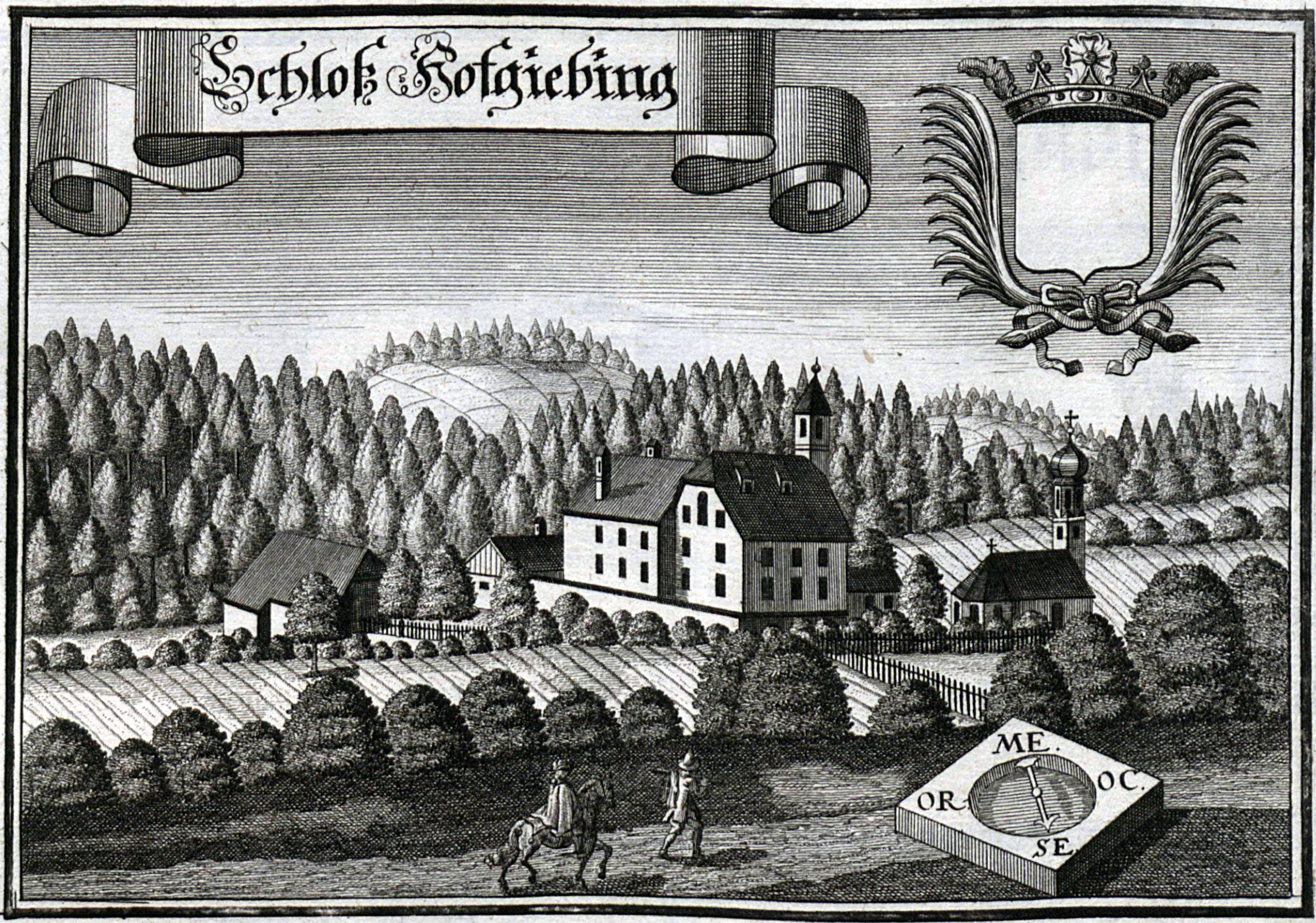
Schloss Hofgiebing auf einem Kupferstich von Michael Wening

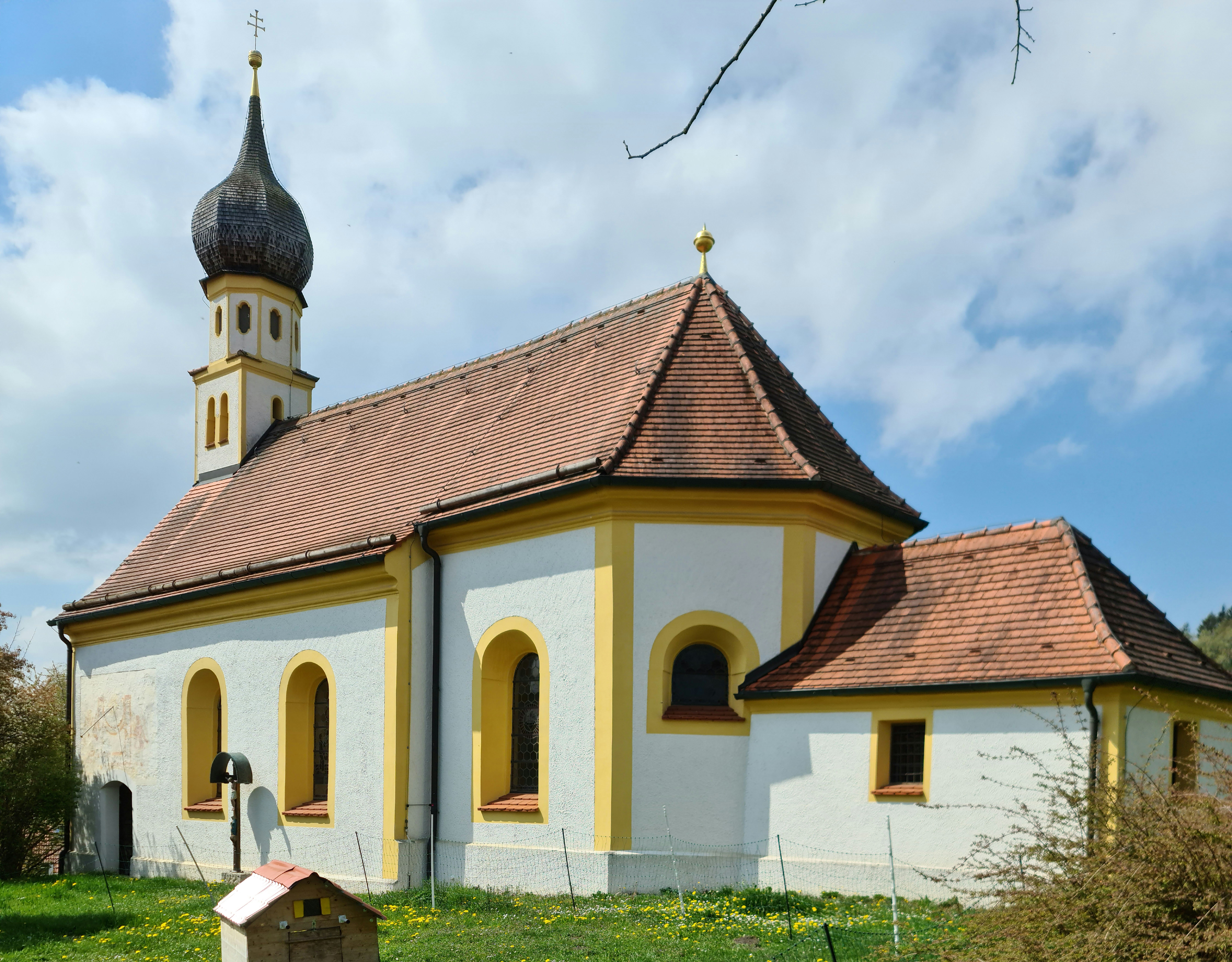
Die ehemalige Schlosskapelle in Hofgiebing

Der erste urkundlich erwähnte Adlige der Gegend wird im Jahr 935 in den Aufzeichnungen des Stiftes St. Emmeran in Regensburg erwähnt. Sein Name war Gotschalk von Giebingen. (Hof-)Giebing gehörte zu den ältesten Adelssitzen der Gegend. 
In dem Ort war lange der Herrschaftssitz der Hofmark Hofgiebing beheimatet. Das Hofmarkschloss bestand um 1710 aus einem Satteldach- und einem Krüppelwalmdachbau (mit Dachreiter). Diese waren Breitseite an Langseite aneinander gebaut.  
Nach dem Aussterben der Giebinger wurde die Hofmark Hofgiebing ab 1300 von herzoglichen Ministerialen verwaltet. Der Besitz ging um 1508 auf Jakob von Fraunhofen über, nachdem dessen Schloss Schwindegg im Landshuter Erbfolgekrieg niedergebrannt worden war. 1580 fiel der Besitz an die Edlen von Haunsperg, 1620 an Herzog Albrecht von Bayern und 1621 an Friedrich von Hörwarth. Hofgiebing wird wenig später als gemeinsamer Besitz der Hörwarth und des Christian Gobel genannt, der 1628 das Adelsprädikat auf Hofgiebing erhielt. Durch Heirat fiel der Besitz der Hörwath 1655 dann an die Fugger, die in der Folge häufig in Schwindegg residierten.  Hofgiebing blieb Sitz der Gobel auf Hofgiebing, die mit dem kurfürstlichen Kämmerer Franz Gustav Gobel auf Hofgiebing 1766 in den Freiherrenstand aufrückten. Hofgiebing gehörte seit dem Gemeindeedikt von 1818 zur Gemeinde Oberornau.  
Die im frühen 19. Jahrhundert eingerichteten Patrimonialgerichte der Fugger und der Gobel zu Hofgiebing wurden mit der Revolution von 1848 aufgehoben. Im Jahre 1849 wurde das kleine Renaissanceschloss abgetragen, nur die freistehende Kapelle ist als Filialkirche noch erhalten. 
Am 1. Juli 1972 wurde Hofgiebing mit der Gemeinde Oberornau in die Gemeinde Obertaufkirchen eingemeindet.

## Sehenswürdigkeiten und Kultur

### Filialkirche (ehemalige Schlosskapelle) St. Johannes der Täufer
Der spätgotische durch Johann Philipp Wagner barock umgestaltete Bau, ein Saalbau mit eingezogenem, dreiseitig geschlossenem Chor, hatte einen romanischen Vorgänger. Im Innern reicher Stuck und Choraltar im Rokokostil und Deckenfresken von 1768 von Johann Michael Singer (Taufe Christi, Letztes Abendmahl). 1986 wurde eine Wandmalerei (Sonnenuhr mit Engeln und Marterwerkzeugen) freigelegt. In die Westwand ist ein Dachreiter mit einer barocken Zwiebelhaube eingestellt. Gehört zur Pfarrei Obertaufkirchen.

### Hofgiebing 9

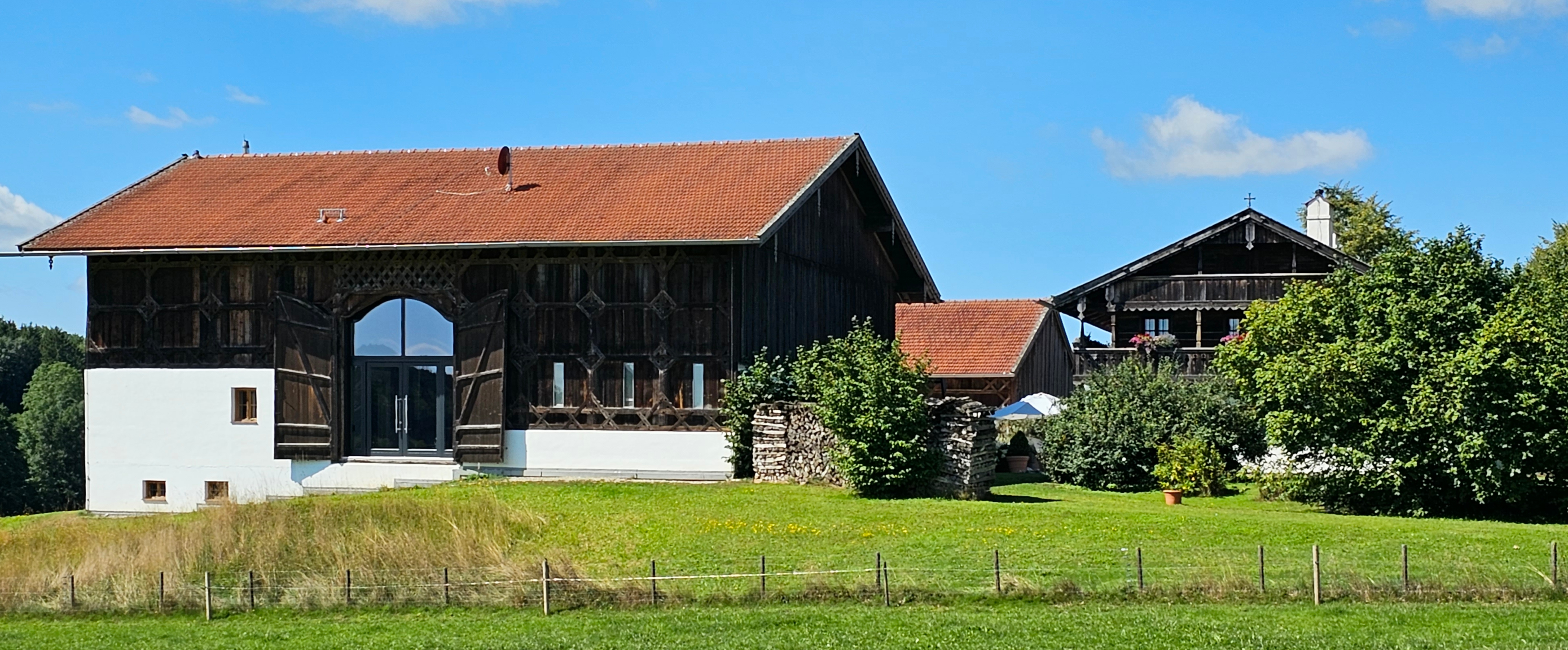
Hofgiebing 9

Bauernhof, Nachbildung eines Vierseithofs aus transferierten Teilen eines Bauernhauses und Wirtschaftsgebäuden verschiedener Provenienz; nördlich ehemaliges Wohnstallhaus, zweigeschossiger Frackdachbau mit Blockbau-Obergeschoss, erneuerter umlaufender Laube bzw. Hoch-, ehemals bezeichnet mit dem Jahr 1734, 1986 abgetragen und 1998/99 unter Verwendung historischer Ausbaudetails auf rekonstruiertem Erdgeschoss aus Ziegelmauerwerk wiedererrichtet; östlich Stadel, mitteltenniger Bundwerkstadel mit Flachsatteldach und Gitterwerk, bezeichnet mit dem Jahr 1841, 2002/03 transferiert und formgetreu ergänzt; westlich Stadel, mitteltenniger Flachsatteldachbau mit Bundwerk, um 1825, 2002/03 transferiert; südlich Hütte, zweigeschossiger hölzerner Flachsatteldachbau mit Blockbau-Getreidekasten im Obergeschoss, wohl um 1800, 2001–03 transferiert.

### Kultur

Gasthaus Wörthmüller

Im Hofgiebinger Gasthaus Wörthmüller finden von der SG Oberornau e.V. regelmäßig aufgeführte Theaterstücke statt. Das Gasthaus ist auch das Vereinslokal des örtlichen Schützenvereins Rimbachquelle.

## Persönlichkeiten
- Wolfgang Meier (1878–1945), Landwirt und Widerstandskämpfer, lebte in Hofgiebing